# Paweł Janik (duchowny)
Paweł Janik (ur. 28 czerwca 1895 w Haci, zm. 7 sierpnia 1978 w Panewnikach), polski duchowny katolicki, esperantysta.

## Życiorys
Szkołę średnią ukończył w Chorzowie, w latach 1915–1920 (z przerwą na służbę wojskową w czasie I wojny światowej) uczęszczał do Wyższego Seminarium Duchownego we Wrocławiu. 20 lipca 1920 we Wrocławiu otrzymał święcenia kapłańskie z rąk miejscowego metropolity kardynała Adolfa Bertrama. Pracował jako wikariusz w Łagiewnikach, Tarnowskich Górach i Starym Chorzowie. 16 lipca 1929 został mianowany proboszczem nowej parafii w Świerklanach. Na tym stanowisku zajmował się budową kościoła (później także plebanii) oraz działalnością społeczną, przyczynił się do powstania czterech oddziałów Akcji Katolickiej. Okres wojenny nadszarpnął jego zdrowie; po wojnie zajmował się odbudową kościoła, ale ostatecznie w 1947 został przeniesiony na mniejszą parafię w Gierałtowicach. W 1962 przeszedł w stan spoczynku, ostatnie kilkanaście lat życia spędził w Panewnikach.
Ks. Janik, razem z bratem Maksymilianem (również duchownym), należał do czołowych esperantystów polskich na Śląsku. Pod koniec lat 20. założył Dział Propagandy Polskiej Katolickiej Unii Esperanckiej, będący filią Międzynarodowej Katolickiej Unii Esperanckiej. Prace nad powołaniem samodzielnej polskiej organizacji zrzeszającej katolików-esperantystów przerwała Janikowi na kilka lat absorbująca działalność w parafii w Świerklanach; ostatecznie w 1938 powstała pod jego kierunkiem Polska Katolicka Liga Esperancka z siedzibą w Świerklanach. Organizacja cieszyła się poparciem prymasa Hlonda, a ze środowiska zbliżonego do Ligi pochodził m.in. esperantysta ks. Henryk Paruzel.
W 1970 obchodził jubileusz 50-lecia święceń kapłańskich. Jednym z mówców na uroczystościach jubileuszowych był administrator apostolski Bolesław Kominek (przyszły arcybiskup wrocławski i kardynał), który współpracował z ks. Janikiem jeszcze w czasie jego pracy w Świerklanach. Ks. Kominek powiedział m.in.: Przemierzyłem prawie wszystkie kraje Europy i mogę śmiało stwierdzić, że wśród duchowieństwa najpracowitsi są kapłani w Polsce, a wśród polskich kapłanów do najgorliwszych zaliczają się śląscy, zaś do czołówki tych ostatnich należał niewątpliwie ksiądz proboszcz Paweł Janik.
Zmarł w wieku 83 lat w Katowicach-Panewnikach, pochowany został na cmentarzu parafialnym w Świerklanach. Był odznaczony przez Piusa XI złotym krzyżem orderu papieskiego Pro Ecclesia et Pontifice. Jego imię nosi jedna z ulic Zabrza.